# Roberto Rojas Mercado
Roberto Hermán Rojas Mercado (Santiago, Chile, 31 de diciembre de 1969) es un exfutbolista y director técnico chileno. Jugaba de portero y pese a su baja estatura, la suplía con entrega y espectaculares voladas.
En la actualidad se desempeña como gerente deportivo de Deportes Temuco.

## Trayectoria
Tras pasar por las inferiores de Universidad Católica, donde no tuvo chances en el primer equipo, Rojas emigró a Municipal Las Condes de la tercera División. En 1993 fichó por Deportes La Serena, pasando en 1994 a O'Higgins. Fue, junto con Clarence Acuña, Mauro Meléndez, Moisés Ávila, Malcom Moyano y Mauricio "Bototo" Illesca, entre otros, una de las figuras destacadas del cuadro celeste que alcanzó ese año la final de la Copa Chile, pero también le tocó vivir el descenso de su equipo en 1996.
En 1997 llegó a Universidad de Chile, donde a pesar de ser un excelente arquero debió estar en la suplencia de Sergio "Superman" Vargas. Consiguió dos títulos nacionales y dos Copas Chile. En ese mismo año 1997, Rojas tuvo un recordado incidente, con el delantero de Audax Italiano Rodrigo Delgado, luego de que el delantero audino le propinó un feroz golpe, después de que Rojas tuvo un altercado con Hugo Brizuela, que terminó con el portero llevado a un hospital y con Delgado siendo llevado a una comisaría.
En 2001 llegó al Deportes Puerto Montt; sin embargo, un mal contrato, en el cual se le ofreció ir al Real Valladolid de España, lo terminó por dejar sin club aquel año.
En 2002 firmó por el Deportes Temuco y en 2003 reforzó Unión Española, nuevamente como suplente de Sergio Vargas, retirándose en 2004 de la actividad profesional.
El año 2011 fue contratado como gerente técnico de Unión Temuco, club propiedad de Marcelo Salas.
El año 2012 fue candidato a concejal en las Elecciones municipales por la Comuna de Las Condes, sin resultar electo.
Dirigió como entrenador a diferentes equipos universitarios, hasta que dio el salto al CDF como comentarista de programas satélites.
En enero de 2018 fue anunciado como nuevo entrenador de General Velásquez de la Segunda División de Chile.Luego de subcampeonar en la categoría, no llegó a un acuerdo para la renovación de su contrato.Para la temporada siguiente, es anunciado como nuevo adiestrador de Iberia, en donde renunció tras 11 fechas.
Luego de transformarse en asesor deportivo de Marcelo Salas en Deportes Temuco, en enero de 2023 es anunciado como nuevo gerente deportivo del conjunto temuquense, en reemplazo de Luis Landeros.

## Estadísticas

### Como jugador
| Club                  | País  | Año       |
| --------------------- | ----- | --------- |
| Municipal Las Condes  | Chile | 1989-1992 |
| Deportes La Serena    | Chile | 1993      |
| O'Higgins             | Chile | 1994-1996 |
| Universidad de Chile  | Chile | 1997-2000 |
| Deportes Puerto Montt | Chile | 2001      |
| Deportes Temuco       | Chile | 2002      |
| Unión Española        | Chile | 2003      |

### Como entrenador
| General Velásquez | Chile | 2018  | 30 | 12 | 10 | 8  | 53.33% |
| Iberia            | Chile | 2019  | 10 | 2  | 4  | 4  | 33.33% |
| Total             | Total | Total | 40 | 14 | 14 | 12 | 46.67% |

## Palmarés

### Títulos nacionales
| Título           | Club                 | País  | Año  |
| ---------------- | -------------------- | ----- | ---- |
| Copa Chile       | Universidad de Chile | Chile | 1988 |
| Primera División | Universidad de Chile | Chile | 1999 |
| Copa Chile       | Universidad de Chile | Chile | 2000 |
| Primera División | Universidad de Chile | Chile | 2000 |

## Historial electoral

### Elecciones municipales 2012
- Elecciones municipales de 2012, para el concejo municipal de Las Condes [19]

(Se consideran solo los 12 candidatos, de un total de 35 candidatos)
| Candidato                         | Pacto                    | Partido | Votos  | %     | Resultado |
| --------------------------------- | ------------------------ | ------- | ------ | ----- | --------- |
| Felipe de Pujadas Abadie          | Concertación Democrática | PDC     | 2392   | 2,82  | Concejal  |
| Cecilia Serrano Gildemeister      | Concertación Democrática | Indep.  | 12 179 | 14,39 | Concejal  |
| Christian Velasco Vignola         | Coalición                | UDI     | 6621   | 7,82  | Concejal  |
| María Carolina Cotapos Mardones   | Coalición                | UDI     | 7517   | 8,88  | Concejal  |
| Marta Fresno Mackenna             | Coalición                | UDI     | 5718   | 6,75  | Concejal  |
| Mikel Uriarte Plazaola            | Coalición                | Indep.  | 5738   | 6,78  | Concejal  |
| Ernesto Fontaine Ferreira-Nobriga | Coalición                | Indep.  | 3645   | 4,30  |           |
| Carlos Larraín Hurtado            | Coalición                | RN      | 10 290 | 12,16 | Concejal  |
| David Jankelevich Waisbein        | Coalición                | RN      | 2660   | 3,14  | Concejal  |
| Tomás Fuentes Barros              | Coalición                | RN      | 8168   | 9,65  | Concejal  |
| Regina Paz Aste Hevia             | Coalición                | RN      | 4081   | 4,82  | Concejal  |
| Roberto Rojas Mercado             | Concertación Democrática | Indep.  | 1620   | 1,78  |           |